# Leuctra gallaeca
Leuctra gallaeca är en bäcksländeart som beskrevs av Membiela Iglesia 1989. Leuctra gallaeca ingår i släktet Leuctra och familjen smalbäcksländor. Inga underarter finns listade i Catalogue of Life.